# Anomiopsoides fedemariai
Anomiopsoides fedemariai  (лат.) — вид жуков из подсемейства скарабеин внутри семейства пластинчатоусых. Распространён в Аргентине. Длина тела самцов 17,0 мм, ширина — 14,5 мм; длина тела самок 17,6 мм, ширина — 14,7 мм. Жуки чёрные, верх блестящий или матовый. Переднеспинка в умеренно густой или густой пунктировке; размер умеренный или маленький. Боковой край переднеспинки с длинными густыми щетинками на основной части и короткими густыми на апикальной половине. Бороздки надкрылий вогнутые, пунктированные (точки мелкие). Самки похожи на самцов, но отличаются в строении наличника.